# Пулсвил (Мериленд)
Пулсвил (енгл. Poolesville) град је у америчкој савезној држави Мериленд.

## Демографија
По попису из 2010. године број становника је 4.883, што је 268 (-5,2%) становника мање него 2000. године.
| Група             | 2000.         | 2010.         |
| Белци             | 4.722 (91,7%) | 4.073 (83,4%) |
| Афроамериканци    | 147 (2,9%)    | 252 (5,2%)    |
| Азијати           | 56 (1,1%)     | 101 (2,1%)    |
| Хиспаноамериканци | 138 (2,7%)    | 341 (7,0%)    |
| Укупно            | 5.151         | 4.883         |